# グリーンハウス作戦

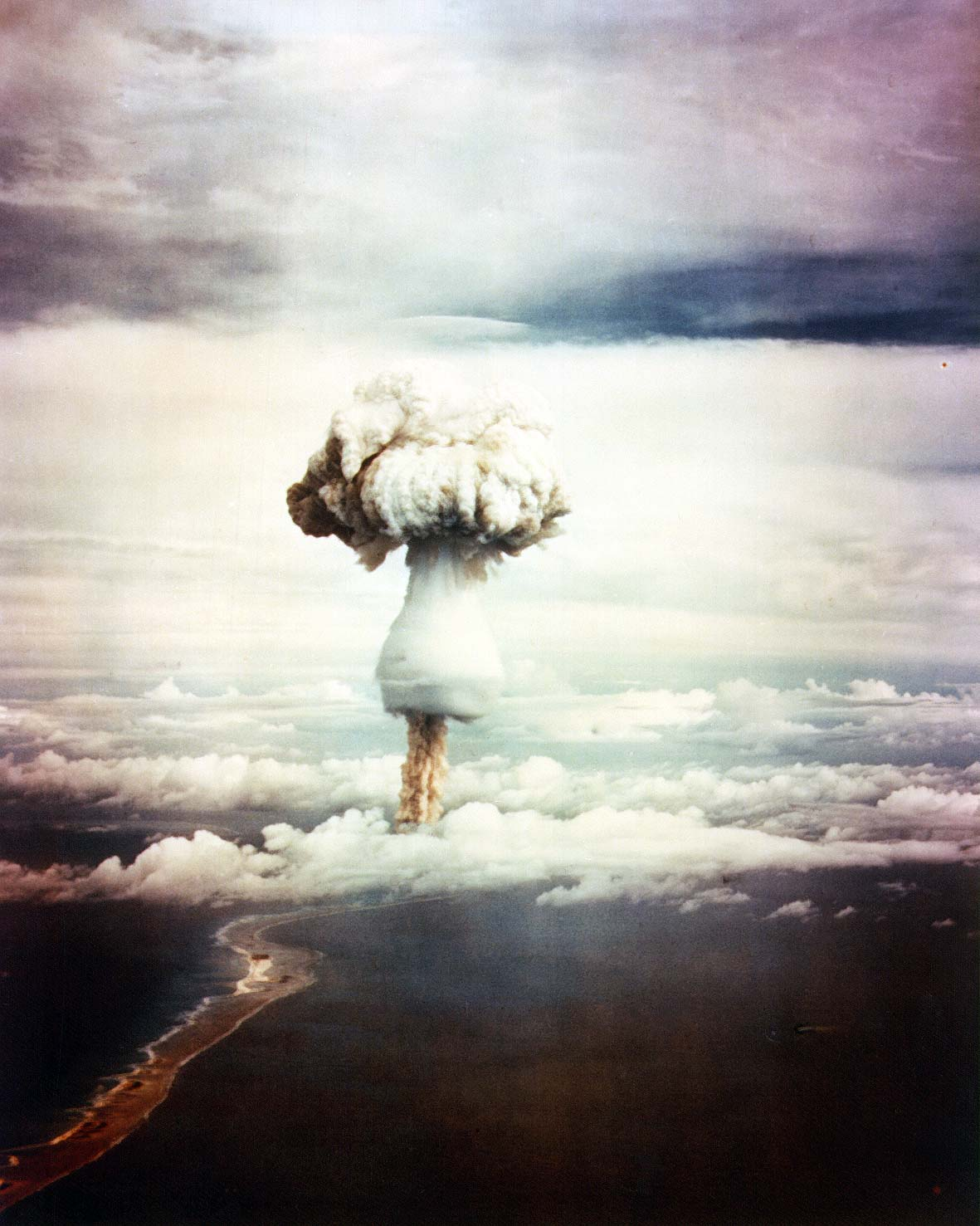
グリーンハウス作戦ジョージ実験

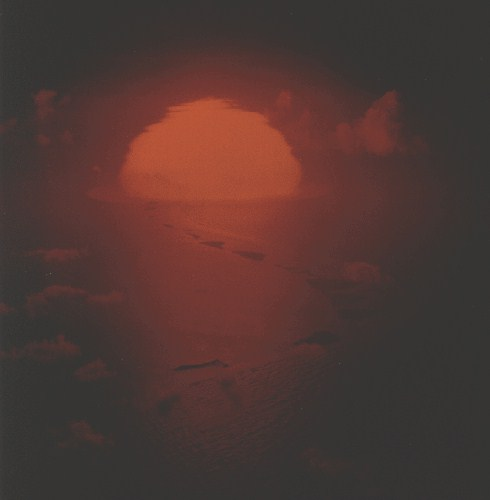
グリーンハウス作戦アイテム実験

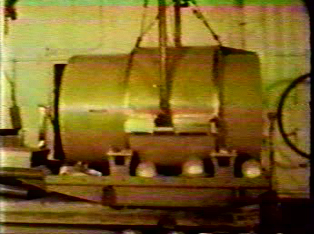
アイテム実験装置。内部に重水素と三重水素を充填する

グリーンハウス作戦は、1951年にアメリカ合衆国が実施した核実験のシリーズである。アメリカ合衆国の核実験としては、5番目のシリーズであり、熱核爆弾（水爆）の開発を推進するための重要な実験であった。実験は、新たに開設された太平洋核実験場で行われ、全ての実験で爆弾は巨大な鉄塔上に取り付けられ、空中での爆発を想定して実施された。本実験は、先に成功裏に実施されたレンジャー作戦に続くもので、後にはバスター・ジャングル作戦が続いて実施された。
グリーンハウス作戦は、米国による革新的な設計の核兵器の見本となった。実験の主目的は、核兵器の大きさと重量の削減、さらに破壊力を増やしながらも核兵器に必要な核分裂物質を削減することが最重要項目であった。本作戦の1年半前にソビエト連邦が初めて行った核実験に対し、米国は新たな設計の核兵器の備蓄を開始した。したがってグリーンハウス作戦の成功は、熱核兵器の開発を続けるために非常に重要なものであった。
なお実験の効果を確認するために、標的となるビルや防空壕、民家、そして工場が”ムジンカリック島”に建てられた。
ジョージ核実験は、世界で最初の連鎖核融合反応も用いた核爆発であったが、このデザインはテスト専用であり兵器としての実用性は無かった。爆弾の形状は”トーラス”型であり、少量の液体重水素が爆弾の中央に置かれていた。核出力の殆どは核分裂反応により得られたもので、核融合反応による出力は極くわずかであった。しかしながら実験の結果は、翌年に実施されたアイビー作戦のマイク実験における最初の完全な熱核爆弾の有効性を証明することが出来た。またアイテム実験は、最初の核分裂強化型兵器となり、同型の非強化型兵器と比べて2倍近くの核出力を得ることが出来た。
| 実験名            | 日時(GMT)          | 核出力       | 場所         | 備考                                                                |
| ----------------- | ------------------ | ------------ | ------------ | ------------------------------------------------------------------- |
| ドッグ (Dog)      | 1951年4月8日19:34  | 81キロトン   | ルーニット島 | 60分割のインプロージョンレンズを使ったMark6 D核分裂爆弾を使った実験 |
| イージー (Easy)   | 1951年4月21日19:26 | 47キロトン   | エンジェビ島 | 92分割のインプロージョンレンズを使ったMark5核分裂爆弾を使った実験   |
| ジョージ (George) | 1951年5月9日22:30  | 225キロトン  | エベリル島   | 重水素の核を用いた最初の熱核爆弾実験                                |
| アイテム (Item)   | 1951年5月25日19:17 | 45.5キロトン | エンジェビ島 | 重水素・三重水素による出力ブーストを行なった最初の装置              |